# Nelo discalis
Nelo discalis là một loài bướm đêm trong họ Geometridae.